# Championnat d'Europe de football des moins de 17 ans 2009
Cet article traite de l'épreuve masculine. Pour la compétition féminine, voir Championnat d'Europe de football féminin des moins de 17 ans 2009.
Navigation
Euro 2008 Euro 2010
Le championnat d'Europe de football des moins de 17 ans 2009 est la huitième édition du Championnat d'Europe de football des moins de 17 ans. Elle se déroule en Allemagne du 6 au 18 mai 2009. La finale a lieu à Magdebourg. Le pays organisateur est directement qualifié pour la phase finale.
Le tenant du titre est l'Espagne, vainqueur de l'édition 2008. Les six premiers se qualifient pour la Coupe du monde de 17 ans 2009 au Nigeria.

## Premier tour éliminatoire
Le tournoi final Championnat d'Europe de football des moins de 17 ans est précédé par deux tours qualificatifs, les éliminatoires puis le tour élite. Durant ces tours 52 équipes nationales tenteront de se qualifier pour figurer parmi les 7 autres équipes qui rejoindront l'Allemagne lors du tournoi final.
Le tour éliminatoire est joué du 15 septembre au 28 octobre 2008. Les 52 équipes sont divisées en 13 groupes de quatre équipes où un pays organise le tournoi. Après tous les matchs les deux premiers de chaque groupes continuent et se qualifient donc pour le tour Elite. De plus, les deux meilleurs troisième se qualifient également pour le tour Elite.
L'équipe organisatrice est indiquée en italique.

### Groupe 1
| Rang | Équipe          | Pts | J | G | N | P | Bp | Bc | Diff |  | Résultats (▼ dom., ► ext.) |      |     |     |      |
| ---- | --------------- | --- | - | - | - | - | -- | -- | ---- |  | -------------------------- | ---- | --- | --- | ---- |
| 1    | Autriche        | 9   | 3 | 3 | 0 | 0 | 14 | 0  | +14  |  | Autriche                   |      | 2-0 | 1-0 | 11-0 |
| 2    | Belgique        | 6   | 3 | 2 | 0 | 1 | 7  | 4  | +3   |  | Belgique                   | 0-2  |     | 2-0 | 5-2  |
| 3    | Irlande du Nord | 3   | 3 | 1 | 0 | 2 | 1  | 3  | -2   |  | Irlande du Nord            | 0-1  | 0-2 |     | 1-0  |
| 4    | Liechtenstein   | 0   | 3 | 0 | 0 | 3 | 2  | 17 | -15  |  | Liechtenstein              | 0-11 | 2-5 | 0-1 |      |

### Groupe 2
| Rang | Équipe   | Pts | J | G | N | P | Bp | Bc | Diff |  | Résultats (▼ dom., ► ext.) |     |     |     |     |
| ---- | -------- | --- | - | - | - | - | -- | -- | ---- |  | -------------------------- | --- | --- | --- | --- |
| 1    | Danemark | 9   | 3 | 3 | 0 | 0 | 10 | 2  | +8   |  | Danemark                   |     | 3-0 | 4-1 | 3-1 |
| 2    | Roumanie | 6   | 3 | 2 | 0 | 1 | 7  | 4  | +3   |  | Roumanie                   | 0-3 |     | 2-1 | 5-0 |
| 3    | Israël   | 3   | 3 | 1 | 0 | 2 | 5  | 7  | -2   |  | Israël                     | 1-4 | 1-2 |     | 3-1 |
| 4    | Lituanie | 0   | 3 | 0 | 0 | 3 | 2  | 11 | -9   |  | Lituanie                   | 1-3 | 0-5 | 1-3 |     |

### Groupe 3
| Rang | Équipe             | Pts | J | G | N | P | Bp | Bc | Diff |  | Résultats (▼ dom., ► ext.) |     |     |     |     |
| ---- | ------------------ | --- | - | - | - | - | -- | -- | ---- |  | -------------------------- | --- | --- | --- | --- |
| 1    | Tchéquie           | 7   | 3 | 2 | 1 | 0 | 5  | 3  | +2   |  | Tchéquie                   |     | 0-0 | 3-2 | 2-1 |
| 2    | Hongrie            | 5   | 3 | 1 | 2 | 0 | 3  | 2  | +1   |  | Hongrie                    | 0-0 |     | 2-2 | 1-0 |
| 3    | Géorgie            | 4   | 3 | 1 | 1 | 1 | 5  | 5  | 0    |  | Géorgie                    | 2-3 | 2-2 |     | 1-0 |
| 4    | Bosnie-Herzégovine | 0   | 3 | 0 | 0 | 3 | 1  | 4  | -3   |  | Bosnie-Herzégovine         | 1-2 | 0-1 | 0-1 |     |

### Groupe 4
| Rang | Équipe         | Pts | J | G | N | P | Bp | Bc | Diff |  | Résultats (▼ dom., ► ext.) |     |     |     |     |
| ---- | -------------- | --- | - | - | - | - | -- | -- | ---- |  | -------------------------- | --- | --- | --- | --- |
| 1    | Portugal       | 9   | 3 | 3 | 0 | 0 | 10 | 3  | +7   |  | Portugal                   |     | 2-0 | 4-2 | 4-1 |
| 2    | Pays de Galles | 3   | 3 | 1 | 0 | 2 | 6  | 7  | -1   |  | Pays de Galles             | 0-2 |     | 2-4 | 4-1 |
| 3    | Kazakhstan     | 3   | 3 | 1 | 0 | 2 | 3  | 4  | -1   |  | Kazakhstan                 | 0-2 | 2-0 |     | 1-2 |
| 4    | Îles Féroé     | 3   | 3 | 1 | 0 | 2 | 4  | 9  | -5   |  | Îles Féroé                 | 1-4 | 1-4 | 2-1 |     |

### Groupe 5
| Rang | Équipe               | Pts | J | G | N | P | Bp | Bc | Diff |  | Résultats (▼ dom., ► ext.) |     |     |     |     |
| ---- | -------------------- | --- | - | - | - | - | -- | -- | ---- |  | -------------------------- | --- | --- | --- | --- |
| 1    | Grèce                | 7   | 3 | 2 | 1 | 0 | 5  | 0  | +5   |  | Grèce                      |     | 0-0 | 1-0 | 4-0 |
| 2    | Luxembourg           | 5   | 3 | 1 | 2 | 0 | 4  | 2  | +2   |  | Luxembourg                 | 0-0 |     | 1-1 | 3-1 |
| 3    | République d'Irlande | 4   | 3 | 1 | 1 | 1 | 6  | 3  | +3   |  | République d'Irlande       | 0-1 | 1-1 |     | 5-1 |
| 4    | Andorre              | 0   | 3 | 0 | 0 | 3 | 2  | 12 | -10  |  | Andorre                    | 0-4 | 1-3 | 1-5 |     |

### Groupe 6
| Rang | Équipe   | Pts | J | G | N | P | Bp | Bc | Diff |  | Résultats (▼ dom., ► ext.) |     |     |     |     |
| ---- | -------- | --- | - | - | - | - | -- | -- | ---- |  | -------------------------- | --- | --- | --- | --- |
| 1    | Croatie  | 9   | 3 | 3 | 0 | 0 | 6  | 1  | +5   |  | Croatie                    |     | 2-1 | 1-0 | 3-0 |
| 2    | Serbie   | 6   | 3 | 2 | 0 | 1 | 8  | 2  | +6   |  | Serbie                     | 1-2 |     | 2-0 | 5-0 |
| 3    | Suède    | 3   | 3 | 1 | 0 | 2 | 4  | 4  | 0    |  | Suède                      | 0-1 | 0-2 |     | 4-1 |
| 4    | Moldavie | 0   | 3 | 0 | 0 | 3 | 1  | 12 | -11  |  | Moldavie                   | 0-3 | 0-5 | 1-4 |     |

### Groupe 7
| Rang | Équipe  | Pts | J | G | N | P | Bp | Bc | Diff |  | Résultats (▼ dom., ► ext.) |     |     |     |     |
| ---- | ------- | --- | - | - | - | - | -- | -- | ---- |  | -------------------------- | --- | --- | --- | --- |
| 1    | Norvège | 5   | 3 | 1 | 2 | 0 | 4  | 0  | +4   |  | Norvège                    |     | 0-0 | 4-0 | 0-0 |
| 2    | Suisse  | 5   | 3 | 1 | 2 | 0 | 2  | 1  | +1   |  | Suisse                     | 0-0 |     | 0-0 | 2-1 |
| 3    | Ukraine | 4   | 3 | 1 | 1 | 1 | 2  | 5  | -3   |  | Ukraine                    | 0-4 | 0-0 |     | 2-1 |
| 4    | Islande | 1   | 3 | 0 | 1 | 2 | 2  | 4  | -2   |  | Islande                    | 0-0 | 1-2 | 1-2 |     |

### Groupe 8
| Rang | Équipe      | Pts | J | G | N | P | Bp | Bc | Diff |  | Résultats (▼ dom., ► ext.) |     |     |     |     |
| ---- | ----------- | --- | - | - | - | - | -- | -- | ---- |  | -------------------------- | --- | --- | --- | --- |
| 1    | Pologne     | 9   | 3 | 3 | 0 | 0 | 4  | 0  | +4   |  | Pologne                    |     | 2-0 | 1-0 | 1-0 |
| 2    | Azerbaïdjan | 4   | 3 | 1 | 1 | 1 | 5  | 5  | 0    |  | Azerbaïdjan                | 0-2 |     | 3-1 | 2-2 |
| 3    | Bulgarie    | 3   | 3 | 1 | 0 | 2 | 3  | 5  | -2   |  | Bulgarie                   | 0-1 | 1-3 |     | 2-1 |
| 4    | Monténégro  | 1   | 3 | 0 | 1 | 2 | 3  | 5  | -2   |  | Monténégro                 | 0-1 | 2-2 | 1-2 |     |

### Groupe 9
| Rang | Équipe   | Pts | J | G | N | P | Bp | Bc | Diff |  | Résultats (▼ dom., ► ext.) |     |     |     |     |
| ---- | -------- | --- | - | - | - | - | -- | -- | ---- |  | -------------------------- | --- | --- | --- | --- |
| 1    | Pays-Bas | 7   | 3 | 2 | 1 | 0 | 8  | 2  | +6   |  | Pays-Bas                   |     | 5-2 | 3-0 | 0-0 |
| 2    | Italie   | 6   | 3 | 2 | 0 | 1 | 6  | 6  | 0    |  | Italie                     | 2-5 |     | 3-1 | 1-0 |
| 3    | Lettonie | 3   | 3 | 1 | 0 | 2 | 3  | 6  | -3   |  | Lettonie                   | 0-3 | 1-3 |     | 2-0 |
| 4    | Chypre   | 1   | 3 | 0 | 1 | 2 | 0  | 3  | -3   |  | Chypre                     | 0-0 | 0-1 | 0-2 |     |

### Groupe 10
| Rang | Équipe      | Pts | J | G | N | P | Bp | Bc | Diff |  | Résultats (▼ dom., ► ext.) |     |     |     |     |
| ---- | ----------- | --- | - | - | - | - | -- | -- | ---- |  | -------------------------- | --- | --- | --- | --- |
| 1    | Finlande    | 9   | 3 | 3 | 0 | 0 | 8  | 2  | +6   |  | Finlande                   |     | 2-1 | 2-1 | 4-0 |
| 2    | Biélorussie | 4   | 3 | 1 | 1 | 1 | 8  | 2  | +6   |  | Biélorussie                | 1-2 |     | 0-0 | 7-0 |
| 3    | Macédoine   | 2   | 3 | 0 | 2 | 1 | 4  | 5  | -1   |  | Macédoine                  | 1-2 | 0-0 |     | 3-3 |
| 4    | Albanie     | 1   | 3 | 0 | 1 | 2 | 3  | 14 | -11  |  | Albanie                    | 0-4 | 0-7 | 3-3 |     |

### Groupe 11
| Rang | Équipe      | Pts | J | G | N | P | Bp | Bc | Diff |  | Résultats (▼ dom., ► ext.) |     |     |     |     |
| ---- | ----------- | --- | - | - | - | - | -- | -- | ---- |  | -------------------------- | --- | --- | --- | --- |
| 1    | France      | 7   | 3 | 2 | 1 | 0 | 7  | 3  | +4   |  | France                     |     | 3-2 | 1-1 | 3-0 |
| 2    | Écosse      | 6   | 3 | 2 | 0 | 1 | 8  | 4  | +4   |  | Écosse                     | 2-3 |     | 3-1 | 3-0 |
| 3    | Slovaquie   | 4   | 3 | 1 | 1 | 1 | 5  | 4  | +1   |  | Slovaquie                  | 1-1 | 1-3 |     | 3-0 |
| 4    | Saint-Marin | 0   | 3 | 0 | 0 | 3 | 0  | 9  | -9   |  | Saint-Marin                | 0-3 | 0-3 | 0-3 |     |

### Groupe 12
| Rang | Équipe   | Pts | J | G | N | P | Bp | Bc | Diff |  | Résultats (▼ dom., ► ext.) |     |     |     |     |
| ---- | -------- | --- | - | - | - | - | -- | -- | ---- |  | -------------------------- | --- | --- | --- | --- |
| 1    | Turquie  | 7   | 3 | 2 | 1 | 0 | 9  | 6  | +3   |  | Turquie                    |     | 4-3 | 3-3 | 2-0 |
| 2    | Slovénie | 6   | 3 | 2 | 0 | 1 | 5  | 4  | +1   |  | Slovénie                   | 3-4 |     | 1-0 | 1-0 |
| 3    | Russie   | 4   | 3 | 1 | 1 | 1 | 5  | 4  | +1   |  | Russie                     | 3-3 | 0-1 |     | 2-0 |
| 4    | Malte    | 0   | 3 | 0 | 0 | 3 | 0  | 5  | -5   |  | Malte                      | 0-2 | 0-1 | 0-2 |     |

### Groupe 13
| Rang | Équipe     | Pts | J | G | N | P | Bp | Bc | Diff |  | Résultats (▼ dom., ► ext.) |     |     |     |     |
| ---- | ---------- | --- | - | - | - | - | -- | -- | ---- |  | -------------------------- | --- | --- | --- | --- |
| 1    | Espagne    | 7   | 3 | 2 | 1 | 0 | 9  | 1  | +8   |  | Espagne                    |     | 1-1 | 6-0 | 2-0 |
| 2    | Angleterre | 5   | 3 | 1 | 2 | 0 | 8  | 1  | +7   |  | Angleterre                 | 1-1 |     | 7-0 | 0-0 |
| 3    | Estonie    | 3   | 3 | 0 | 2 | 1 | 1  | 13 | -12  |  | Estonie                    | 0-6 | 0-7 |     | 1-0 |
| 4    | Arménie    | 1   | 3 | 0 | 1 | 2 | 0  | 3  | -3   |  | Arménie                    | 0-2 | 0-0 | 0-1 |     |

### Meilleurs troisième
Les deux meilleurs troisième sont qualifiés pour le tour Elite, les points contre les équipes déjà qualifiées (deux premiers des éliminatoires) sont pris en compte.
| Équipe               | Groupe | G | N | P | Bp | Bc | Diff | Pts |
| -------------------- | ------ | - | - | - | -- | -- | ---- | --- |
| Kazakhstan           | 4      | 1 | 0 | 1 | 2  | 2  | 0    | 3   |
| Géorgie              | 3      | 0 | 1 | 1 | 4  | 5  | −1   | 1   |
| Russie               | 12     | 0 | 1 | 1 | 3  | 4  | −1   | 1   |
| République d'Irlande | 5      | 0 | 1 | 1 | 1  | 2  | −1   | 1   |
| Macédoine            | 10     | 0 | 1 | 1 | 1  | 2  | −1   | 1   |
| Slovaquie            | 11     | 0 | 1 | 1 | 2  | 4  | −2   | 1   |
| Ukraine              | 7      | 0 | 1 | 1 | 0  | 4  | −4   | 1   |
| Bulgarie             | 8      | 0 | 0 | 2 | 1  | 4  | −3   | 0   |
| Irlande du Nord      | 1      | 0 | 0 | 2 | 0  | 3  | −3   | 0   |
| Suède                | 6      | 0 | 0 | 2 | 0  | 3  | −3   | 0   |
| Israël               | 2      | 0 | 0 | 2 | 2  | 6  | −4   | 0   |
| Lettonie             | 9      | 0 | 0 | 2 | 1  | 6  | −5   | 0   |
| Estonie              | 13     | 0 | 0 | 2 | 0  | 13 | −13  | 0   |

## Tour Élite
Le tour Élite se déroule du 1er au 31 mars 2009. Les 28 équipes qualifiées issues du tour éliminatoire sont divisées en sept groupe de quatre équipes, dans le même format que le tour précédent. Les 7 vainqueurs de groupes sont directement qualifiés pour le tournoi final en Allemagne.
L'équipe organisatrice est indiquée en italique.

### Groupe 1
| Rang | Équipe   | Pts | J | G | N | P | Bp | Bc | Diff |  | Résultats (▼ dom., ► ext.) |     |     |     |     |
| ---- | -------- | --- | - | - | - | - | -- | -- | ---- |  | -------------------------- | --- | --- | --- | --- |
| 1    | Suisse   | 7   | 3 | 2 | 1 | 0 | 8  | 1  | +7   |  | Suisse                     |     | 1-0 | 1-1 | 6-0 |
| 2    | Pologne  | 6   | 3 | 2 | 0 | 1 | 4  | 2  | +2   |  | Pologne                    | 0-1 |     | 2-1 | 2-0 |
| 3    | Grèce    | 4   | 3 | 1 | 1 | 1 | 4  | 3  | +1   |  | Grèce                      | 1-1 | 1-2 |     | 2-0 |
| 4    | Slovénie | 0   | 3 | 0 | 0 | 3 | 0  | 10 | -10  |  | Slovénie                   | 0-6 | 0-2 | 0-2 |     |

### Groupe 2
| Rang | Équipe     | Pts | J | G | N | P | Bp | Bc | Diff |  | Résultats (▼ dom., ► ext.) |     |     |     |     |
| ---- | ---------- | --- | - | - | - | - | -- | -- | ---- |  | -------------------------- | --- | --- | --- | --- |
| 1    | Espagne    | 7   | 3 | 2 | 1 | 0 | 5  | 3  | +2   |  | Espagne                    |     | 2-2 | 1-0 | 2-1 |
| 2    | Belgique   | 5   | 3 | 1 | 2 | 0 | 9  | 4  | +5   |  | Belgique                   | 2-2 |     | 2-2 | 5-0 |
| 3    | Tchéquie   | 4   | 3 | 1 | 1 | 1 | 5  | 3  | +2   |  | Tchéquie                   | 0-1 | 2-2 |     | 3-0 |
| 4    | Kazakhstan | 0   | 3 | 0 | 0 | 3 | 1  | 10 | -9   |  | Kazakhstan                 | 1-2 | 0-5 | 0-3 |     |

### Groupe 3
| Rang | Équipe      | Pts | J | G | N | P | Bp | Bc | Diff |  | Résultats (▼ dom., ► ext.) |     |     |     |     |
| ---- | ----------- | --- | - | - | - | - | -- | -- | ---- |  | -------------------------- | --- | --- | --- | --- |
| 1    | Pays-Bas    | 9   | 3 | 3 | 0 | 0 | 8  | 0  | +8   |  | Pays-Bas                   |     | 3-0 | 1-0 | 4-0 |
| 2    | Croatie     | 6   | 3 | 2 | 0 | 1 | 5  | 3  | +2   |  | Croatie                    | 0-3 |     | 3-0 | 2-0 |
| 3    | Azerbaïdjan | 1   | 3 | 0 | 1 | 2 | 0  | 4  | -4   |  | Azerbaïdjan                | 0-1 | 0-3 |     | 0-0 |
| 4    | Luxembourg  | 1   | 3 | 0 | 1 | 2 | 0  | 6  | -6   |  | Luxembourg                 | 0-4 | 0-2 | 0-0 |     |

### Groupe 4
| Rang | Équipe      | Pts | J | G | N | P | Bp | Bc | Diff |  | Résultats (▼ dom., ► ext.) |     |     |     |     |
| ---- | ----------- | --- | - | - | - | - | -- | -- | ---- |  | -------------------------- | --- | --- | --- | --- |
| 1    | France      | 7   | 3 | 2 | 1 | 0 | 5  | 1  | +4   |  | France                     |     | 1-1 | 3-0 | 1-0 |
| 2    | Norvège     | 4   | 3 | 1 | 1 | 1 | 2  | 5  | -3   |  | Norvège                    | 1-1 |     | 1-0 | 0-4 |
| 3    | Biélorussie | 3   | 3 | 1 | 0 | 2 | 2  | 5  | -3   |  | Biélorussie                | 0-3 | 0-1 |     | 2-1 |
| 4    | Danemark    | 3   | 3 | 1 | 0 | 2 | 5  | 3  | +2   |  | Danemark                   | 0-1 | 4-0 | 1-2 |     |

### Groupe 5
| Rang | Équipe   | Pts | J | G | N | P | Bp | Bc | Diff |  | Résultats (▼ dom., ► ext.) |     |     |     |     |
| ---- | -------- | --- | - | - | - | - | -- | -- | ---- |  | -------------------------- | --- | --- | --- | --- |
| 1    | Italie   | 9   | 3 | 3 | 0 | 0 | 6  | 2  | +4   |  | Italie                     |     | 2-1 | 1-0 | 3-1 |
| 2    | Autriche | 6   | 3 | 2 | 0 | 1 | 6  | 2  | +4   |  | Autriche                   | 1-2 |     | 3-0 | 2-0 |
| 3    | Géorgie  | 3   | 3 | 1 | 0 | 2 | 1  | 4  | -3   |  | Géorgie                    | 0-1 | 0-3 |     | 1-0 |
| 4    | Écosse   | 0   | 3 | 0 | 0 | 3 | 1  | 6  | -5   |  | Écosse                     | 1-3 | 0-2 | 0-1 |     |

### Groupe 6
| Rang | Équipe         | Pts | J | G | N | P | Bp | Bc | Diff |  | Résultats (▼ dom., ► ext.) |     |     |     |     |
| ---- | -------------- | --- | - | - | - | - | -- | -- | ---- |  | -------------------------- | --- | --- | --- | --- |
| 1    | Turquie        | 5   | 3 | 2 | 1 | 0 | 4  | 2  | +2   |  | Turquie                    |     | 2-2 | 0-0 | 2-0 |
| 2    | Pays de Galles | 4   | 3 | 1 | 1 | 1 | 5  | 5  | 0    |  | Pays de Galles             | 2-2 |     | 3-0 | 0-3 |
| 3    | Roumanie       | 4   | 3 | 1 | 1 | 1 | 2  | 4  | -2   |  | Roumanie                   | 0-0 | 0-3 |     | 2-1 |
| 4    | Finlande       | 3   | 3 | 1 | 0 | 2 | 4  | 4  | 0    |  | Finlande                   | 0-2 | 3-0 | 1-2 |     |

### Groupe 7
| Rang | Équipe     | Pts | J | G | N | P | Bp | Bc | Diff |  | Résultats (▼ dom., ► ext.) |     |     |     |     |
| ---- | ---------- | --- | - | - | - | - | -- | -- | ---- |  | -------------------------- | --- | --- | --- | --- |
| 1    | Angleterre | 9   | 3 | 3 | 0 | 0 | 5  | 1  | +4   |  | Angleterre                 |     | 2-1 | 1-0 | 2-0 |
| 2    | Serbie     | 6   | 3 | 2 | 0 | 1 | 5  | 4  | +1   |  | Serbie                     | 1-2 |     | 3-2 | 1-0 |
| 3    | Portugal   | 3   | 3 | 1 | 0 | 2 | 3  | 4  | -1   |  | Portugal                   | 0-1 | 2-3 |     | 1-0 |
| 4    | Hongrie    | 0   | 3 | 0 | 0 | 3 | 0  | 4  | -4   |  | Hongrie                    | 1-2 | 0-1 | 0-1 |     |

## Tournoi Final
Le tournoi final se déroule du 6 au 18 mai 2009 en Allemagne.

### Groupe 1
| Rang | Équipe  | Pts | J | G | N | P | Bp | Bc | Diff |
| ---- | ------- | --- | - | - | - | - | -- | -- | ---- |
| 1    | Suisse  | 5   | 3 | 1 | 2 | 0 | 4  | 2  | +2   |
| 2    | Italie  | 4   | 3 | 1 | 1 | 1 | 3  | 4  | -1   |
| 3    | Espagne | 3   | 3 | 0 | 3 | 0 | 0  | 0  | 0    |
| 4    | France  | 2   | 3 | 0 | 2 | 1 | 2  | 3  | -1   |

#### 1rejournée
| 6 mai 2009 11h00 (CEST) | Espagne | 0 - 0 | Italie | Paul-Greifzu-Stadion, Dessau-Roßlau                  |
|                         |         |       |        | Spectateurs : 1 500 Arbitrage : Vladislav Bezborodov |
|                         | Rapport |       |        |                                                      |

| 6 mai 2009 11h00 (CEST) | France   | 1 - 1 | Suisse          | Stadion am Bad, Markranstädt                     |                                                  |
|                         | Situ 76e |       | Ben Khalifa 59e | Spectateurs : 2 200 Arbitrage : Tom Harald Hagen | Spectateurs : 2 200 Arbitrage : Tom Harald Hagen |
|                         | Rapport  |       |                 | Spectateurs : 2 200 Arbitrage : Tom Harald Hagen | Spectateurs : 2 200 Arbitrage : Tom Harald Hagen |

#### 2ejournée
| 9 mai 2009 12h00 (CEST) | Espagne | 0 - 0 | France | Stadion der Freundschaft, Grimma |
|                         |         |       |        | Arbitrage : Gerhard Grobelnik    |
|                         | Rapport |       |        |                                  |

| 9 mai 2009 14h00 (CEST) | Italie                  | 1 - 3 | Suisse                                         | Hafenstadion Torgau, Torgau   |                               |
|                         | Perin 27e · Beretta 31e |       | Nimeley 29e (Pen) · Goncalves 65e · Kamber 74e | Arbitrage : Geórgios Daloúkas | Arbitrage : Geórgios Daloúkas |
|                         | Rapport                 |       |                                                | Arbitrage : Geórgios Daloúkas | Arbitrage : Geórgios Daloúkas |

#### 3ejournée
| 12 mai 2009 11h00 (CEST) | Espagne | 0 - 0 | Suisse | Freizeitzentrum, Sandersdorf |
|                          |         |       |        | Arbitrage : Milorad Mažić    |
|                          | Rapport |       |        |                              |

| 12 mai 2009 11h00 (CEST) | Italie                            | 2 - 1 | France     | Sportzentrum Taucha, Taucha |                       |
|                          | Dell'Agnello 38e · Sini 50e (Pen) |       | Kebano 18e | Arbitrage : Paweł Gil       | Arbitrage : Paweł Gil |
|                          | Rapport                           |       |            | Arbitrage : Paweł Gil       | Arbitrage : Paweł Gil |

### Groupe 2
| Rang | Équipe     | Pts | J | G | N | P | Bp | Bc | Diff |
| ---- | ---------- | --- | - | - | - | - | -- | -- | ---- |
| 1    | Allemagne  | 9   | 3 | 3 | 0 | 0 | 9  | 1  | +8   |
| 2    | Pays-Bas   | 4   | 3 | 1 | 1 | 1 | 3  | 4  | -1   |
| 3    | Turquie    | 3   | 3 | 1 | 0 | 2 | 3  | 5  | -2   |
| 4    | Angleterre | 1   | 3 | 0 | 1 | 2 | 1  | 6  | -5   |

#### 1rejournée
| 6 mai 2009 11h00 (CEST) | Angleterre  | 1 - 1 | Pays-Bas   | Stadion der Freundschaft, Gera                    |                                                   |
|                         | Garbutt 69e |       | Özyakup 4e | Spectateurs : 4 600 Arbitrage : Geórgios Daloúkas | Spectateurs : 4 600 Arbitrage : Geórgios Daloúkas |
|                         | Rapport     |       |            | Spectateurs : 4 600 Arbitrage : Geórgios Daloúkas | Spectateurs : 4 600 Arbitrage : Geórgios Daloúkas |

| 6 mai 2009 18h15 (CEST) | Allemagne                                     | 3 - 1 | Turquie             | Steigerwaldstadion, Erfurt                    |                                               |
|                         | Scheidhauer 11e · Buchtmann 51e · Mustafi 67e |       | Sari 10e · Töre 71e | Spectateurs : 5 107 Arbitrage : Milorad Mažić | Spectateurs : 5 107 Arbitrage : Milorad Mažić |
|                         | Rapport                                       |       |                     | Spectateurs : 5 107 Arbitrage : Milorad Mažić | Spectateurs : 5 107 Arbitrage : Milorad Mažić |

#### 2ejournée
| 9 mai 2009 14h00 (CEST) | Allemagne                                         | 4 - 0 | Angleterre | Ernst-Abbe Sportfeld, Iéna                |                                           |
|                         | Labus 13e · Thy 37e · Scheidhauer 56e · Götze 74e |       |            | Spectateurs : 8 500 Arbitrage : Paweł Gil | Spectateurs : 8 500 Arbitrage : Paweł Gil |
|                         | Rapport                                           |       |            | Spectateurs : 8 500 Arbitrage : Paweł Gil | Spectateurs : 8 500 Arbitrage : Paweł Gil |

| 9 mai 2009 14h00 (CEST) | Pays-Bas                    | 2 - 1 | Turquie   | Arena Meuselwitz, Meuselwitz |                              |
|                         | Castaignos 41e · Ligeon 56e |       | Demir 65e | Arbitrage : Tom Harald Hagen | Arbitrage : Tom Harald Hagen |
|                         | Rapport                     |       |           | Arbitrage : Tom Harald Hagen | Arbitrage : Tom Harald Hagen |

#### 3ejournée
| 12 mai 2009 17h45 (CEST) | Allemagne            | 2 - 0 | Pays-Bas | Ernst-Abbe Sportfeld, Iéna                           |                                                      |
|                          | Thy 35e · Janzer 44e |       |          | Spectateurs : 6 000 Arbitrage : Vladislav Bezborodov | Spectateurs : 6 000 Arbitrage : Vladislav Bezborodov |
|                          | Rapport              |       |          | Spectateurs : 6 000 Arbitrage : Vladislav Bezborodov | Spectateurs : 6 000 Arbitrage : Vladislav Bezborodov |

| 12 mai 2009 17h45 (CEST) | Angleterre | 0 - 1 | Turquie   | Volksparkstadion, Gotha       |                               |
|                          |            |       | Şeker 74e | Arbitrage : Gerhard Grobelnik | Arbitrage : Gerhard Grobelnik |
|                          | Rapport    |       |           | Arbitrage : Gerhard Grobelnik | Arbitrage : Gerhard Grobelnik |

### Demi-finales
| 15 mai 2009 11h00 (CEST) | Suisse     | 1 - 2 | Pays-Bas                    | Stadion der Freundschaft, Gera |                              |
|                          | Kamber 52e |       | Isoufi 17e · Castaignos 40e | Arbitrage : Tom Harald Hagen   | Arbitrage : Tom Harald Hagen |
|                          | Rapport    |       |                             | Arbitrage : Tom Harald Hagen   | Arbitrage : Tom Harald Hagen |

| 15 mai 2009 17h45 (CEST) | Allemagne                    | 2 - 0 | Italie | Paul-Greifzu-Stadion, Dessau-Roßlau |                           |
|                          | Yabo 70e · Basala-Mazana 76e |       |        | Arbitrage : Milorad Mažić           | Arbitrage : Milorad Mažić |
|                          | Rapport                      |       |        | Arbitrage : Milorad Mažić           | Arbitrage : Milorad Mažić |

### Finale
| 18 mai 2009 11h00 (CEST) | Pays-Bas      | 1 - 2 (après prolongation) | Allemagne            | Stadion Magdeburg, Magdebourg    |                                  |
|                          | Castaignos 7e |                            | Thy 34e · Trinks 97e | Arbitrage : Vladislav Bezborodov | Arbitrage : Vladislav Bezborodov |
|                          | Rapport       |                            |                      | Arbitrage : Vladislav Bezborodov | Arbitrage : Vladislav Bezborodov |

## Pays qualifiés pour la Coupe du monde 2009 des moins de 17 ans au Nigéria
Allemagne

 Pays-Bas

 Italie

 Suisse

 Turquie

 Espagne